# NK Dinara Knin
NK Dinara hrvatski je nogometni klub iz Knina, osnovan 1913. godine. Trenutačno se natječe u ŽNL Šibensko-kninskoj.

## Povijest
Prvo ime kluba bio je Sportski klub Lav. Od 1915. godine klub se zove Lastavica, a 1923. godine klub nosi ime Dinara.
Prva utakmica je odigrana protiv Osvita iz Šibenika i završila je rezultatom 0:3. 
Od 1927. godine Dinara je član Zagrebačkog nogometnog podsaveza, a od 1934. i Splitskog nogometnog podsaveza.
Tijekom Drugog svjetskog rata klub prestaje djelovati, da bi se obnovio već 1946. godine i započeo natjecanje u Dalmatinskoj ligi. 
NK Dinara već 1948. godine bilježi nastup u završnici nogometnog kupa Jugoslavije, a nakon toga dva puta postaje prvak Dalmacije, 1951. i 1977. godine.
Godine 1979. klub ostvaruje uspjeh plasmanom u Hrvatsku Republičku nogometnu ligu.
Tijekom Domovinskog rata klub službeno nije djelovao, ali je klub pod istim imenom nastupao u prvenstvu tzv. RSK.
Oslobođenjem Knina u operaciji Oluja, klub se reaktivirao 1995. godine i pritom promijenio boje iz crno-bijele u crveno-bijelu.

## Nastupi u završnicama kupa

### Kup maršala Tita
1948.
- 1. pretkolo:  NK Kvarner Rijeka – NK Dinara Knin 4:0

## Poznati igrači
Iz Dinare su potekla dva jugoslavenska reprezentativca: Radomir Vukčević i Ilija Petković. U novije vrijeme, najpoznatiji igrači ponikli u Dinari su: Zeni Husmani, Filip Jazvić, Dražen Bagarić i Leon Kreković.
Ostali poznati igrači, treneri i dužnosnici koji su nastupali za Dinaru: Sveto Škobalj, J. Urukalo, Nikša Đuić – Ture, Đorđe Bjegović, Ćevo Bjegović, Slaven Klepo, Miro Stanić, Luka Dukić, Niko Matković, Dalibor Škorić, i drugi. 

## Škola nogometa
Dinara ima i svoju Akademiju u uzrastima od juniora, kadeta, stariji pioniri, mlađi pioniri, tići, špigeti.